# Journey (jeu vidéo, 2012)
Pour les articles homonymes, voir Journey.
Journey (littéralement : « Voyage » en anglais) est un jeu vidéo indépendant d'action-aventure / walking simulator développé par thatgamecompany et SIE Santa Monica Studio, édité par Sony Computer Entertainment et réalisé par Jenova Chen. Il est sorti en mars 2012 sur PlayStation 3 en téléchargement sur le PlayStation Network, puis en version physique en juin 2013 en Europe et en août 2013 en Amérique du Nord. Une version PlayStation 4 est disponible depuis juillet 2015. Il a ensuite été porté sur Windows en juin 2019 et sur iOS en août 2019.
Bien qu'il s'agisse principalement d'un jeu d'aventure, il inclut un aspect réflexion. Le jeu met en scène un étrange personnage en cape rouge qui voyage dans de vastes plaines désertiques, tout en explorant les ruines d’une ancienne civilisation en direction d'une lointaine montagne. Il est possible de découvrir d'autres joueurs qui font le même voyage et deux joueurs peuvent se rencontrer et s'entraider, mais ils ne peuvent pas communiquer par la parole ni par texte et ne peuvent pas voir le nom de l'autre avant le générique de fin du jeu. La seule forme de communication entre les deux est une note de musique, qui transforme des morceaux de tissu ternes trouvés dans les niveaux en rouge vif, ce qui affecte l'univers du jeu et permet au joueur de progresser dans les niveaux. Les développeurs ont cherché à évoquer chez le joueur un sentiment de petitesse et d'émerveillement et à tisser un lien émotionnel entre lui et les joueurs anonymes qu'il rencontre sur son chemin. La musique, composée par Austin Wintory, répond de manière dynamique aux actions du joueur, en construisant un thème unique pour représenter l'arc émotionnel du jeu tout au long de l'histoire. Le compositeur a pour cela choisi d'introduire des sons de violoncelle, de harpe et d'alto, associées à des rythmes électroniques.
Jenova Chen, le concepteur du jeu (et déjà concepteur de Cloud, FlOw et Flower) souhaite jouer sur la petitesse du personnage (et par là celle du joueur) dans son environnement ainsi que sur le sentiment de solitude, trop rare selon lui dans la production actuelle. Le studio thatgamecompany est en effet réputé pour mettre l'émotion au cœur de son processus créatif et, par conséquent, de ses œuvres, privilégiant ainsi la singularité émotionnelle de l'expérience vidéoludique (poétique, mélancolique, envoûtante ou déroutante…) à la durée de vie ou à la difficulté.

## Système de jeu

### Généralités
Journey est caractérisé par de vastes espaces épurés, oscillant entre désert de sable et ruines de civilisations passées, dans lesquels évolue le joueur. Pour ce faire, il peut choisir entre vivre l'aventure seul ou à deux (avec un autre joueur en ligne), ce qui encourage l'entraide. Selon sa décision, l'expérience personnelle devrait être différente. Il est cependant impossible de choisir la personne partageant son aventure. En effet, les développeurs ont préféré au classique système d'invitation un système de mise en relation de deux personnes proches dans leur exploration, qui se déclenche lors d'évènements en particulier. Il est ainsi impossible d'inviter un ami, ni de savoir le pseudo de la personne qui nous a rejoint lors de la partie. Toutefois, l'identité du ou des joueurs ayant participé à l'expérience est révélée à l'issue de l'aventure. De plus, chaque joueur dispose d'un symbole spécifique, bien qu'aléatoire, lorsqu'il « chante ». Ainsi il est possible de distinguer les compagnons de voyage lorsque le pseudonyme et le symbole associé apparaissent en fin de partie.

### Communication
Dans Journey, chaque personnage peut « chanter » grâce à une commande. L'intensité du chant varie en fonction de la durée de maintien de la touche. Les paramètres par défaut assignent plusieurs touches pour la même action. Ainsi, L1, R1  et Cercle permettent cette action de chant.
« Chanter » a alors plusieurs fonctions : 
- interagir avec l'environnement ;
- interagir avec les êtres qui peuplent le monde ;
- donner de l'énergie au compagnon ;
- communiquer avec le compagnon de manière très sommaire.

Ce dernier aspect est un élément clé de l'expérience vidéoludique puisque les joueurs tentent de se faire comprendre uniquement à l'aide de l'intensité et de la répétition du « chant ». En effet, le binôme qui joue n'a pas accès aux formes de communication habituelles. Les joueurs ne peuvent ni s'écrire, ni se parler. En outre, lorsqu'un joueur utilise la touche Cercle, un symbole qui lui est propre apparaît. Cela permet uniquement d'identifier le joueur en fin de partie. En plus du chant, Jenova Chen souhaite que la communication passe également par le mouvement des joueurs.

### Énergie
Un étrange pouvoir emplit l'univers de Journey, donnant ainsi vie à une sorte de tissu rouge. Les joueurs l'utilisent pour progresser dans l'aventure. Cette énergie est sensible aux « chants » des joueurs ainsi qu'à leur contact. De telle sorte que lorsque les deux compagnons sont proches l'un de l'autre, ils se rechargent mutuellement en énergie. Celle-ci leur permet alors d'effectuer des sauts et de se déplacer dans les airs jusqu'à épuisement de cette force inconnue.
Afin de l'accumuler, le joueur dispose d'une sorte d'écharpe accrochée au niveau de la nuque sur laquelle se grave des symboles en fonction du niveau de pouvoir restant. L'écharpe est au départ très courte, cependant il est possible d'en agrandir la taille en récoltant des Symboles brillants dispersés au travers des étapes du voyage.

## Musique
La Musique de Journey a été composé par Austin Wintory. Le compositeur avait déjà travaillé en collaboration avec thatgamecompagny sur la musique de FlOw. Wintory a travaillé en étroite collaboration avec le technicien du son Steve Johnson (de la société américain SIE Santa Monica Studio) et toute l'équipe de programmation du jeu, afin que la bande originale du jeu s'adapte parfaitement à la progression du joueur dans son aventure. Le but recherché étant de donner l'impression que la musique est jouée et se « déploie en temps réel ». L'instrumentation du jeu a été effectuée par l'orchestre symphonique de la radio suédoise en Macédoine. Tous les instruments non électroniques de la bande sonore ont été enregistrés directement par l'orchestre
À la différence de bien des jeux dont la musique possède un thème propre à chaque personnage et chaque zone, Wintory a choisi de construire tous les morceaux de Journey sur un unique thème centré sur le joueur et son parcours. Les solos de violoncelle y représentent notamment le personnage principal. Le compositeur décrit la musique comme étant « un immense concerto pour violoncelle où vous êtes le soliste et tous les autres instruments représentent le monde qui vous entoure », bien qu'il précise qu'elle n'est pas uniquement orchestrale puisque sont incluses des touches électroniques. Au début du jeu, le violoncelle est comme « immergé dans un océan de sons électroniques », avant d'y émerger par lui-même, puis de fusionner avec un orchestre complet, reflétant le voyage du joueur jusqu'au sommet de la montagne. Alors que le style artistique du jeu s'inspire de nombreuses cultures, Wintory a essayé de gommer de la musique toute trace manifeste d'une influence culturelle afin de la rendre « aussi universelle et sans culture que possible ». Tina Guo est la violoncelliste de la bande sonore. Amie proche de Wintory, elle a depuis joué « Woven Variations » à ses côtés, qui est une variation orchestrale de huit minutes de la bande originale de Journey.
Un album de la musique du jeu est disponible sur iTunes et Playstation Network depuis le 10 avril 2012. L'album est un condensé des moments musicaux les « plus importants » de la bande sonore, arrangé par Wintory, afin que chaque piste soit un morceau qui ne nécessite pas le contexte du jeu. En effet, selon lui, « capturer la musique directement depuis le jeu donnerai le PIRE album imaginable ». L'album comprend donc 18 pistes pour une durée totale de 58 minutes. La chanteuse Lisbeth Scott a prêté sa voix pour le dernier morceau, intitulé I Was Born for This (« Je suis né(e) pour ça »). Après sa sortie, l'album a atteint le top 10 des téléchargements d'iTunes dans plus de 20 pays. En 2015 est sortie une version vinyle de l'album.
| Journey Original Soundtrack liste des morceaux | Journey Original Soundtrack liste des morceaux      | Journey Original Soundtrack liste des morceaux | Journey Original Soundtrack liste des morceaux | Journey Original Soundtrack liste des morceaux | Journey Original Soundtrack liste des morceaux | Journey Original Soundtrack liste des morceaux | Journey Original Soundtrack liste des morceaux | Journey Original Soundtrack liste des morceaux | Journey Original Soundtrack liste des morceaux |
| No                                             | Titre                                               | Durée                                          |                                                |                                                |                                                |                                                |                                                |                                                |                                                |
| ---------------------------------------------- | --------------------------------------------------- | ---------------------------------------------- | ---------------------------------------------- | ---------------------------------------------- | ---------------------------------------------- | ---------------------------------------------- | ---------------------------------------------- | ---------------------------------------------- | ---------------------------------------------- |
| 1.                                             | Nascence                                            | 1:47                                           |                                                |                                                |                                                |                                                |                                                |                                                |                                                |
| 2.                                             | The Call                                            | 3:39                                           |                                                |                                                |                                                |                                                |                                                |                                                |                                                |
| 3.                                             | First Confluence                                    | 1:40                                           |                                                |                                                |                                                |                                                |                                                |                                                |                                                |
| 4.                                             | Second Confluence                                   | 2:20                                           |                                                |                                                |                                                |                                                |                                                |                                                |                                                |
| 5.                                             | Threshold                                           | 6:05                                           |                                                |                                                |                                                |                                                |                                                |                                                |                                                |
| 6.                                             | Third Confluence                                    | 1:40                                           |                                                |                                                |                                                |                                                |                                                |                                                |                                                |
| 7.                                             | The Road of Trials                                  | 4:16                                           |                                                |                                                |                                                |                                                |                                                |                                                |                                                |
| 8.                                             | Fourth Confluence                                   | 1:07                                           |                                                |                                                |                                                |                                                |                                                |                                                |                                                |
| 9.                                             | Temptations                                         | 4:13                                           |                                                |                                                |                                                |                                                |                                                |                                                |                                                |
| 10.                                            | Descent                                             | 2:40                                           |                                                |                                                |                                                |                                                |                                                |                                                |                                                |
| 11.                                            | Fifth Confluence                                    | 1:23                                           |                                                |                                                |                                                |                                                |                                                |                                                |                                                |
| 12.                                            | Atonement                                           | 6:11                                           |                                                |                                                |                                                |                                                |                                                |                                                |                                                |
| 13.                                            | Final Confluence                                    | 2:06                                           |                                                |                                                |                                                |                                                |                                                |                                                |                                                |
| 14.                                            | The Crossing                                        | 1:58                                           |                                                |                                                |                                                |                                                |                                                |                                                |                                                |
| 15.                                            | Reclamation                                         | 2:16                                           |                                                |                                                |                                                |                                                |                                                |                                                |                                                |
| 16.                                            | Nadir                                               | 3:37                                           |                                                |                                                |                                                |                                                |                                                |                                                |                                                |
| 17.                                            | Apotheosis                                          | 7:07                                           |                                                |                                                |                                                |                                                |                                                |                                                |                                                |
| 18.                                            | I Was Born for This (avec la voix de Lisbeth Scott) | 4:41                                           |                                                |                                                |                                                |                                                |                                                |                                                |                                                |
| 58:34                                          |                                                     |                                                |                                                |                                                |                                                |                                                |                                                |                                                |                                                |

## Développement

### Inspirations et réactions
Fumito Ueda, concepteur reconnu par ses pairs (notamment par Jenova Chen) pour ses créations vidéoludiques (Ico et Shadow of the Colossus), et dont le style contribue à faire reconnaître le jeu vidéo comme une forme d'art, a reconnu adorer la direction artistique du jeu.[réf. nécessaire]
Plusieurs joueurs ont d'ores et déjà évoqué les influences de Chen et de son équipe pour ce projet. Le style très épuré (dont une utilisation singulière de la couleur et des dégradés) ainsi que l'immensité des plaines (souvent vides) rappellent celles de Shadow of the Colossus, dans lesquelles le joueur disposait déjà d'une grande liberté d'action. En outre, les sensations de solitude et de petitesse étaient également perceptibles dans ce jeu.[réf. nécessaire]

### Équipe de développement
- Producteur : Robin Hunicke
- Directeur créatif : Jenova Chen
- Designers : Nicholas Clark, Bryan Singh
- Ingénieur-chef : John Edwards
- Directeur artistique / Artiste chef : Matt Nava, Hao Cui
- Ingénieurs : Martin Middleton, Rick Nelson
- Compositeur : Austin Wintory
- Artiste 3D : Daniel Haas
- Illustrateurs : Inconnu
- Scénariste : Inconnu

## Accueil

### Réception critique
Les critiques du jeu ont fait l'éloge de l'art visuel et sonore ainsi que du sentiment de camaraderie apparaissant dans la coopération avec un étranger, le qualifiant d'expérience émouvante et émotionnelle, et ont depuis classé le jeu comme l'un des plus grands de tous les temps.

### Distinctions
Journey a remporté plusieurs prix de jeu de l'année et a reçu plusieurs autres prix et nominations, dont une nomination pour la meilleure bande originale pour les médias visuels aux Grammy Awards 2013. Il a également reçu le Peabody Award de la meilleure narration immersive et interactive.

### Commercialisation
Une « Édition Collector », comprenant Journey, les deux titres précédents de thatgamecompany et des supports supplémentaires, est sortie en août 2012.